# Cubophis vudii
Cubophis vudii là một loài rắn trong họ Rắn nước. Loài này được Cope mô tả khoa học đầu tiên năm 1862.

## Hình ảnh

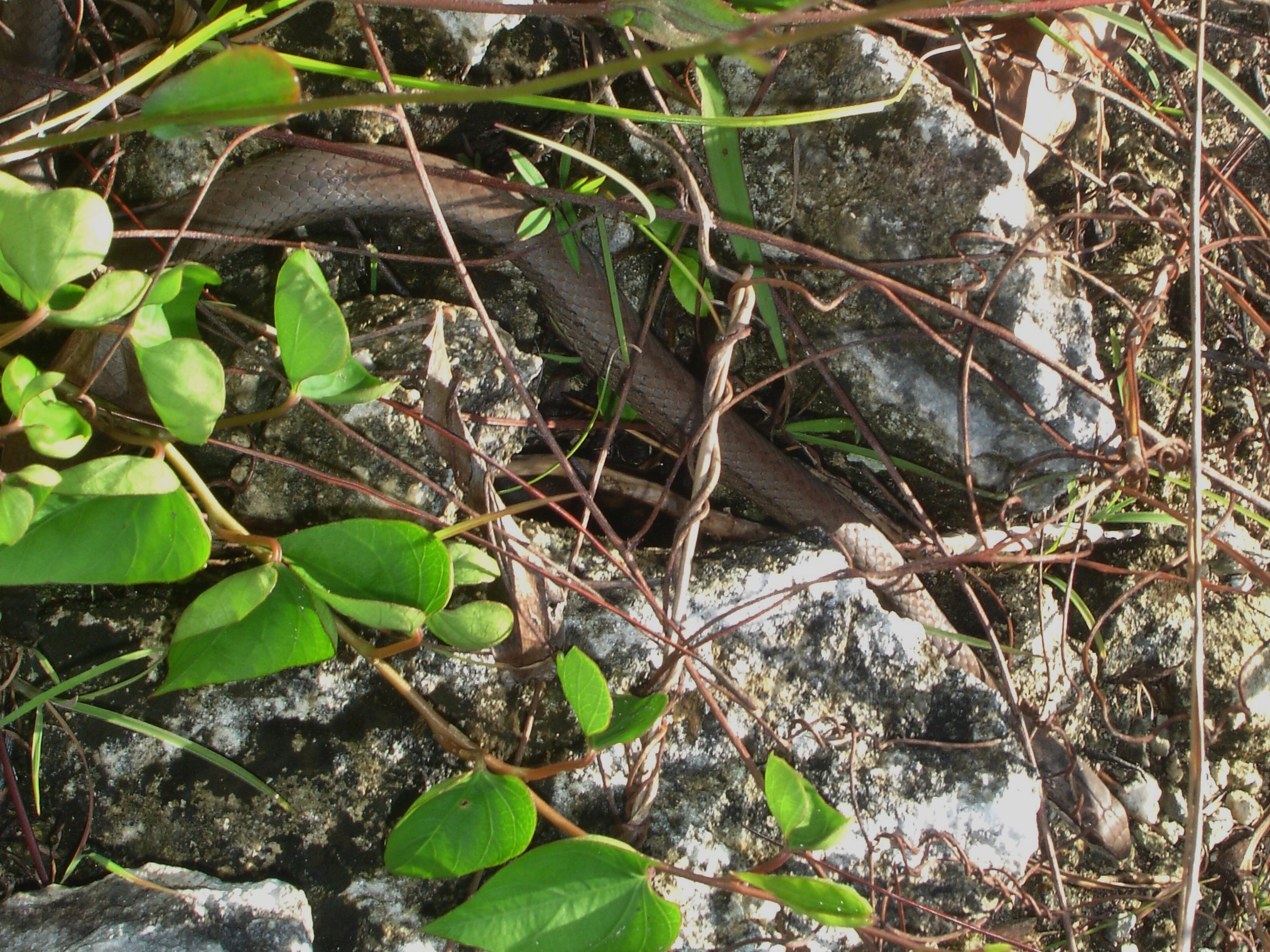